# Lydie Denier
Lydie Denier, née le 15 avril 1964 à Pontchâteau, près de Saint-Nazaire, est une  actrice française. Sa carrière se déroule principalement aux États-Unis.

## Biographie
Très jeune, elle quitte sa région et monte à Paris tout en prenant des cours pour devenir hôtesse de l'air. Finalement elle devient mannequin chez Yves Gérard, un styliste martiniquais puis elle part à Los Angeles, où elle y tourne des pubs. Elle est découverte pour la première fois aux États-Unis dans la série Flash (1990) aux côtés de John Wesley Shipp puis, un an plus tard, dans la série Tarzán (1991-1994) aux côtés de Wolf Larson, où elle interprète le rôle de Jane. Suivront ensuite une succession de petits rôles dans des séries télévisées et des films américains.
Dans l'émission Double Jeu diffusée le 28 mars 1992, l'imitateur français Yves Lecoq prétendra à Thierry Ardisson avoir eu une relation avec Lydie Denier avant qu'elle ne parte pour les États-Unis.

## Filmographie

### Cinéma
- Grunt! The Wrestling Movie (1985)
- Le Feu sous la peau (1985) : Priscilla
- Killer Instinct (1987) : Capt. Dupre
- The Night Stalker (1987) : La première victime
- À l'épreuve des balles (1988) : Tracy
- Trépanations (1988) : Marie
- Paramedics (1988) : Liette
- Satan's Princess (1989) : Nicole St. James
- Mignight Cabaret (1990) : La femme en blanc
- Vampire Connections (1990) : Rebecca Murrin
- Goin' to Chicago (1991) : Aline
- Wild Orchid II: Two Shades of Blue (1991) : Dominique
- Invasion of Privacy (1992) : Vicky
- Société secrète (1993) : Pamela Hanley
- Night Trap (1993) : Valerie
- Under Investigation (1993) : Madeleine
- Guardian Angel (1994) : Nina
- Un alibi parfait (1995) : Janine
- Une femme à abattre (1995) : Frannie
- Dazzle (1995) (téléfilm)
- The Assault (1996) : Sammy Jo
- White Cargo (1996) : Janice
- Invisible Temptation (1996)
- Sucre amer (1998) : Joséphine de Beauharnais
- Fatal Pursuit (1998) : Giselle
- Ides of March (2000) : La femme de Thomas Cane
- Bad Guys (2000) : La femme de Tykor
- Savage Season (2001) : Lucy
- Never Die Twice (2001)
- Project Viper (2002) (TV) : Diane Cafferty
- The Killer Within Me (2003) : Cassandra X. Flanagan
- Big Kiss (2004) : Renée Mazouric
- Tremblements de terre (2005) : Miss White
- Sharkman (Hammerhead: Shark Frenzy) (TV) (2005) : Dr. Mendoveko
- Children of Wax (2007) : Monica

### Séries télévisées
- Columbo (épisode 2)
- Starman (1986) (1 épisode) : Darcy
- The Ellen Burstyn Show (1986) (1 épisode) : Allegra
- It's Garry Shandling's Show (1989) (1 épisode) : La femme en noir
- Hôpital central (1989) : Dr. Yasmine Bernoudi
- China Beach (1989-1990) : Danielle
- Flash (1990) (1 épisode) : Kate Tatting
- Alerte à Malibu (1991) (1 épisode) : La serveuse française
- Red Shoe Diaries (1992) (1 épisode) : Elaine
- Tarzán (1991-1994) : Jane Porter
- Melrose Place (1996) (1 épisode) : Margo
- Les Aventures fantastiques de Tarzan (1996) (1 épisode) : Colette de Coude
- Les Dessous de Palm Beach (1997) (1 épisode) : Danielle
- Conan (1997) (1 épisode) : Katrina
- Pacific Blue (1998) (1 épisode) : Vanessa St. Germaine
- Sous le soleil (1998) (1 épisode) : Lucy
- Les Nouvelles Aventures de Robin des Bois (1998) (2 épisodes) : Emily
- Agence Acapulco (1998-1999) : Nicole Bernard
- Spin City (2002) (1 épisode) : Simone
- Gilmore Girls (2002) (1 épisode) : Monique Clemenceau